# Weiershagen
Weiershagen (hommersch Weierschen) im Oberbergischen Kreis ist eine von 51 Ortschaften der Stadt Wiehl im Regierungsbezirk Köln in Nordrhein-Westfalen (Deutschland).

## Lage und Beschreibung
Der Ort ist in Luftlinie rund 7 km von der Ortsmitte Wiehls entfernt.
Durch Weiershagen fließt die Wiehl, hier verläuft auch die Bundesautobahn 4 in rund 70 Metern Höhe über die Wiehltalbrücke. Die Wiehltalbahn (Touristikverkehr) hat hier einen Haltepunkt reaktiviert.

## Nennungen
- Weiershagen wurde 1396 erstmals urkundlich erwähnt, und zwar „Johan van Wiershaym ist mit anderen Helfern des Johann v. Sayn in einer Fehde mit der Stadt Köln“. Die Schreibweise der Erstnennung war Wiershaym. Die Anfügung -hagen bei der späteren Umbenennung auf Weiershagen, war für eingezäunte oder mit Hecken umhegte Ansiedlungen gebräuchlich.
- Bereits 1575 wird die im Umkreis größte Eisenschmelzhütte verzeichnet.
- 1912 wird Weiershagen als Sammelbezeichnung für 12 eng benachbarte Gehöfte und Weiler eingeführt, darunter Steeg, Kleebornen, Reuschenbach, Zur Hardt, Weiden, Vor der Ley, Hütte u. a.

## Sonstiges
Landesweites Aufsehen erregte ein spektakulärer Verkehrsunfall am 26. August 2004: Nach der durch einen Personenwagen verursachten Kollision stürzte ein Tanklastzug von der Wiehltalbrücke der A4 und geht in Flammen auf, der Lastzugfahrer kam ums Leben. In der Nähe der Absturzstelle liegende Wohnhäuser blieben von den Flammen verschont. Die Stahlkonstruktion der Brücke wurde durch die enorme Hitzeentwicklung schwer in Mitleidenschaft gezogen. Aus Sicherheitsgründen wurde die Autobahn zwischen den Anschlussstellen Engelskirchen und Gummersbach/Wiehl vorläufig gesperrt; wochenlang kam es zu starken Behinderungen auf den Straßen im Agger- und Wiehltal. Die rund 30 Millionen Euro teure Brückensanierung wurde im Oktober 2007 abgeschlossen.

## Wirtschaft und Industrie
Das Gewerbegebiet Weiershagen ist 3,7 ha groß. Es befindet sich am Ortsausgang und liegt etwa. 6 km von den Anschlussstellen 24 der A 4 entfernt.

## Wander- und Radwege
- Der Ortsrundwanderweg O „Rund um Bielstein“ durchläuft Weiershagen.
- Der Ortsrundwanderweg „Weiershagener Rundwanderweg“ wurde 2017 eröffnet

## Vereinswesen
- Kindergarten Weiershagen
- TUS Weiershagen-Forst 08 e. V.
- Freiwillige Feuerwehr Wiehl - Löschzug Bielstein-Weiershagen
- Dorfgemeinschaft Weiershagen